# El Potrerillo, Veracruz
El Potrerillo är en ort i Mexiko.   Den ligger i kommunen Cosoleacaque och delstaten Veracruz, i den sydöstra delen av landet, 500 km öster om huvudstaden Mexico City. El Potrerillo ligger 13 meter över havet och antalet invånare är 179.
Terrängen runt El Potrerillo är mycket platt. Runt El Potrerillo är det ganska glesbefolkat, med 29 invånare per kvadratkilometer. Närmaste större samhälle är Minatitlán, 11,3 km nordost om El Potrerillo. Omgivningarna runt El Potrerillo är en mosaik av jordbruksmark och naturlig växtlighet.